# 提姆·波考克
提姆·波考克（Tim Pocock，1985年10月24日—）是澳大利亞的一位演員。他以出演X戰警：金鋼狼中的青年Scott Summers角色和ABC電視劇舞蹈學院而出名。他也出演過七號電視網肥皂劇聚散離合。

## 外部連結
- Tim Pocock在互联网电影资料库（IMDb）上的資料（英文）